# Guerre franco-frisonne
Guerre franco-frisonne
Batailles
Bataille du Boarn
La guerre franco-frisonne est une série de conflits armés entre le royaume de Frise contre le royaume mérovingien puis contre l'empire carolingien aux VIIe et VIIIe siècles.
La guerre concernait principalement le contrôle du delta du Rhin, tenu par les Frisons. Après la mort du roi de Frise Radbod, en 719, les Mérovingiens reprennent le dessus. En 734, à la bataille du Boarn, les Frisons sont  vaincus et les Mérovingiens annexent les terres de la Frise entre la Vlie et la Lauwers. Seuls les Frisons orientaux situés à l'est de la Lauwers restent indépendants jusqu'en 772.
La guerre franco-frisonne se termine par la dernière révolte des Frisons en 793 et la pacification des Frisons par Charlemagne.

## Contexte
Les déplacements des peuples pendant les invasions barbares en Gaule entre les IIIe et Ve siècles, ont abouti aux colonies frisonnes au nord et à l'ouest des Pays bas(p792), les Saxons à l'est, les Warinis à l'embouchure du Rhin et les Francs, plus au sud, autour de l'Escaut. Là, sous la direction de leurs rois mérovingiens, les Francs ont eu un rôle politique important dans le nord de la Gaule.
Les Frisons se composaient de tribus liées de façons distantes, centrées sur des groupes de guerre mais sans grand pouvoir.
Dans la seconde moitié du VIIe siècle, le royaume de Frise a atteint son développement géographique maximal.
Les rois frisons s'intéressaient aux anciennes terres des Mérovingiens;
Sous la direction du roi Aldgisl, les Frisons élargissent leur pouvoir au cœur des Pays-Bas. La présence de la tribu des Warinis à l'embouchure du Rhin reste peu claire, mais il semble qu'ils ont probablement été écrasés entre les Frisons et les Mérovingiens.

## Contrôle mérovingien du delta du Rhin (630-650, 690-716)
Bien que le roi mérovingien Chilperic Ier (561-584) soit mentionné dans les sources franques comme « la terreur des Frisons et des Suèves », il est prouvé qu'autour de l'an 600, les Frisons ont réussi une guerre menée par leur roi Audulf qui leur a permis de se développer davantage vers le sud.
En 630, la situation change : le roi Dagobert Ier agrandit le royaume mérovingien en conquérant les terres au sud du Vieux Rhin (Oude Rijn).
Les Mérovingiens construisent une église à Utrecht et christianisent la Frise.
Après la mort du roi Dagobert, les mérovingiens n'ont pu tenir leur place là-bas, et autour de 650, la région autour de la rivière, y compris Dorestad, devint de nouveau territoire Frison.
La fabrication de pièces de monnaie mérovingiennes s'arrête et la ville d'Utrecht devient la résidence des rois de Frise.
Sous le règne du roi Aldgisl, les Frisons entrent en conflit avec le maire du palais mérovingien Ebroin. Cette fois, le conflit porte sur les anciennes fortifications de la frontière romaine. Aldgisl arrête les Mérovingiens dans une baie avec ses manœuvres militaires.
En 678, le roi Aldgisl accueille l'évêque anglais Wilfrid d'York, qui, comme lui, n'était pas un ami des Mérovingiens(p792).

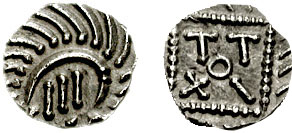
Sceattas frisonne daté autour de 710 - 735

Sous le successeur d'Aldgisl, Radbod Ier de Frise, la roue tourne en faveur des Mérovingiens : en 690, les Mérovingiens sont victorieux à la bataille de Dorestad sous le commandement du maire du palais Pepin de Herstal.
Bien que toutes les conséquences de cette bataille ne soient pas claires, Dorestad redevient franque, comme les châteaux d'Utrecht et Fechten.
L'influence des Mérovingiens s'étend alors du sud du Vieux Rhin à la côte maritime, mais ce n'est pas tout à fait clair parce que les Frisons n'ont pas complètement perdu le contrôle sur la région autour de la rivière.
En tout cas, il y avait un archevêché ou un évêché chrétien en Frise, fondé par le premier éveque d'Utrecht, Willibrord  et un mariage a lieu en 711 entre Grimoald II, le fils aîné de Pepin et Theudesinde, la fille de Radbod, le duc de Frise(p794).
La mort du maire du palais d'Austrasie, Pépin de Herstal en 714, crée un conflit de succession dans le royaume franc : pour en finir avec Charles Martel, fils bâtard de Pépin et l'hégémonie des Pépinides, le Mérovingien Chilperic II et le maire du palais de Neustrie, Raganfred s'allient avec Radbod, le duc de Frise.
Le traité permet à l'armée de Radbod d'entrer en 716 en Austrasie et de marcher jusqu'à Cologne, où lui et ses alliés sont victorieux contre Charles Martel à la bataille de Cologne.
De cette façon, les terres du sud du Rhin redeviennent frisonnes(p794). L'armée frisonne revient au nord avec beaucoup de butin de guerre.
Mais la même année, après sa défaite à Cologne, Charles Martel rassemble son armée dans les montagnes de l'Eifel et attaque l'armée du roi mérovingien Chilpéric II à la bataille de l'Amblève à Malmédy alors que ce dernier revenait triomphalement de Cologne. Chilperic II est vaincu par l'armée de Charles Martel qui le défait une seconde fois à la bataille de Vinchy l'année suivante (717). Charles Martel s'affirme comme maire du palais d'Austrasie et proclame Clotaire IV, roi d'Austrasie.
Radbod Ier de Frise prépare un plan de mobilisation d'une grande armée afin d'envahir une seconde fois l'Austrasie. Mais avant qu'il ne puisse le faire, il tombe malade et meurt à l'automne 719(p90).
Le successeur de Radbod n'est pas connu car au moment de sa succession, l'adversaire franc, Charles Martel en profite pour facilement envahir la Frise et subjuguer le territoire.
La résistance est si faible que Charles Martel non seulement annexe la « Frise Citerior » (territoire Frison proche de la France, au sud du Rhin), mais également traverse le Rhin et annexe « plus loin » la Frise, aux rives de la rivière Vlie (p795).

## La fin d'indépendance de la Frise Occidentale (733)
En 733, Charles Martel envoie une armée contre le roi de Frise Poppo. L'armée de Charles Martel descend le lac d'Almere avec une flotte qui lui permet de naviguer jusqu'à l'embouchure de la Boarn.
Les Frisons sont vaincus à la bataille du Boarn(p795), Poppo est tué et son armée retourne à Eastergoa.
Les vainqueurs mérovingiens pillent et brûlent les sanctuaires païens.
Charles Martel a brisé le pouvoir des rois de Frise pour de bon, il a annexé la Frise Occidentale situé entre la Vlie et la Lauwers et est rentré avec beaucoup de butin.

### Annexion de laFrise Orientale(772)
Le roi Charlemagne (742-814) élargit à l'est l'Empire carolingien (751-987) en mettant fin à l'indépendance des Frisons à l'est de la Lauwers.
La guerre franco-frisonne commence par une campagne carolingienne contre les Frisons orientaux puis continue contre les Saxons, qui lutteront dans les guerres saxonnes pendant trente-deux ans.
En 772, Charlemagne attaque les Frisons à l'est de la Lauwers et les Saxons avec une grande armée. Il les bat dans plusieurs batailles et les dernières terres frisonnes indépendantes et les terres des Saxons deviennent carolingiennes.

## Les révoltes frisonnes
Après leur défaite, les Frisons se sont rebellés plusieurs fois contre les Francs.

### Meurtre de Saint Boniface (754)

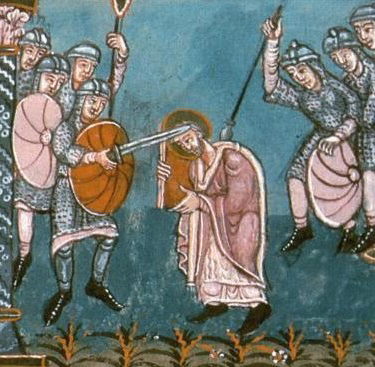
L'assassinat de Saint Boniface par les Frisons païens

Le premier évêque de Frise, Saint Boniface part pour la Frise en 754 avec un petit groupe. Il baptise un grand nombre d'habitants et célèbre une messe de confirmation dans un endroit non loin de Dokkum, entre Franeker et Groningen, où il est assassiné. Au lieu d'habitants convertis, il s'attendait à ce qu'un groupe de guerriers armés apparaisse.
Les Frisons étaient en colère parce qu'il avait détruit leurs sanctuaires païens. Ils tuent l'évêque chrétien parce que, selon le hagiographe de Saint Boniface, les Frisons croyaient que les coffres que Boniface emmenait avec lui contenaient de l'or et d'autres richesses. Les Frisons ont été consternés lorsqu'ils ont découvert que le coffre ne contenait que les livres de l'évêque.

### Insurrection de 782-785
Sous la direction de Widukind, les Saxons continuèrent à résister aux Carolingiens.
En 782, les Frisons à l'Est de la Lauwers  commencent également une révolte contre les Carolingiens.
L'insurrection s'étend aux terres frisonnes de l'ouest qui avaient été pacifiées en premier.
Cela conduit à un retour massif au paganisme par la population.
Les maraudeurs brûlent des églises et des prêtres, dont Ludger, fuient vers le sud.
En réponse Charlemagne organise une nouvelle campagne en 783 pour rétablir le contrôle, d'abord sur les Saxons (p796), puis sur les Frisons. Les Frisons aident le Saxon Widukind contre les Carolingiens en 784 en lui envoyant une armée, en vain : Widukind doit se rendre en 785 et la rébellion de la Frise est sévèrement réprimée par les Carolingiens.

### Insurrection de 793
En 793, les Frisons se révoltent pour la dernière fois contre Charlemagne. La raison de la révolte était due au recrutement forcé des Frisons et des Saxons pour la guerre contre les Avars à l'Est.
Sous la direction des ducs de Frise Unno (en) et Eilrad (en)(p310), une révolte surgi à l'est de la Lauwers et se répand à d'autres terres de Frise.
Cela conduit à un retour temporaire au paganisme, et de nouveau les prêtres chrétiens doivent fuir. Ce soulèvement a également été écrasé par les Carolingiens.